# Афанасьева, Алёна Евгеньевна
Алёна Евгеньевна Афанасьева (род. 14 декабря 1992, Новосибирск) — российская спортсменка, бронзовый призёр чемпионатов России по вольной борьбе 2014 и 2015 годов, бронзовый призёр Кубка России 2014 года, мастер спорта России. Выступала в тяжёлой весовой категории (до 75 кг). Наставником Афанасьевой был А. И. Гуц.

## Спортивные результаты
- Кубок России 2014 года — ;
- Чемпионат России по женской борьбе 2014 года — ;
- Чемпионат России по женской борьбе 2015 года — ;
- Гран-при Иван Ярыгин 2015 года — ;
- Гран-при Иван Ярыгин 2016 года — ;